# Eifelkreis Bitburg-Prüm
Eifelkreis Bitburg-Prüm är ett distrikt (Landkreis) i västra delen av det tyska förbundslandet Rheinland-Pfalz. Distriktet ligger i södra delen av bergsområdet Eifel och är det största distriktet i Rheinland-Pfalz.

## Kommuner
1. 1 2  GeoNames, 2005, Geonames-ID: 3247913, läs online och läs online.[källa från Wikidata]